# Campionati del mondo di triathlon del 2018
I campionati del mondo di triathlon del 2018 sono consistiti in una serie di otto gare di Campionati del mondo che hanno condotto alla Gran Finale di Gold Coast, (Australia) nel mese di settembre del 2018.
La serie è stata organizzata sotto il patrocinio dell'Associazione che gestisce il trathlon a livello mondiale - la International Triathlon Union (ITU).
La serie di gare dei Campionati del mondo è passata per Abu Dhabi, Hamilton, Yokohama per poi raggiungere Nottingham, Leeds, Amburgo, Edmonton, Montréal e Gold Coast.
La Gran Finale di Gold Coast ha compreso anche i Campionati del Mondo Under 23, Junior, divisione Paratriathlon, decisi in un'unica gara.
Gli atleti élite, uomini e donne, sono stati incoronati sulla base del punteggio finale attribuito dalla serie di gare dei campionati del mondo.
Tra gli uomini ha vinto per il terzo anno consecutivo lo spagnolo Mario Mola, mentre la serie femminile è andata per la prima volta alla britannica Vicky Holland.
La gara Under 23 è andata al neozelandese Tayler Reid e alla statunitense Taylor Knibb.
Tra gli juniores, l'ungherese Csongor Lehmann e la messicana Cecilia Sayuri Ramirez Alavez hanno conseguito l'alloro mondiale.

## Gli eventi della serie
I trentesimi campionati del mondo di triathlon prevedono la formula delle series. I nove eventi, comprensivi della Gran Finale, si sono tenuti in quattro diversi continenti, in particolare nelle località precedentemente utilizzate con successo nelle gare di coppa del mondo.
| Data            | Località                       | Tipo               |
| --------------- | ------------------------------ | ------------------ |
| 2-3 marzo       | Abu Dhabi, Emirati Arabi Uniti | Sprint             |
| 28-29 aprile    | Hamilton, Bermuda              | Olimpico           |
| 12-13 maggio    | Yokohama, Giappone             | Olimpico           |
| 7 giugno        | Nottingham, Regno Unito        | A squadre          |
| 9-10 giugno     | Leeds, Regno Unito             | Olimpico           |
| 14-15 luglio    | Amburgo, Germania              | Sprint             |
| 27-29 luglio    | Edmonton, Canada               | Sprint e a squadre |
| 25-26 agosto    | Montréal, Canada               | Olimpico           |
| 12-16 settembre | Gold Coast, Australia          | Gran Finale        |

## Risultati

### Classifica generale Campionati del mondo 2018

#### Élite Uomini[11].
| Pos. | Nome                 | Paese     | Punti |
| ---- | -------------------- | --------- | ----- |
|      | Mario Mola           | Spagna    | 7.108 |
|      | Vincent Luis         | Francia   | 5.060 |
|      | Jacob Birtwhistle    | Australia | 4.884 |
| 4    | Richard Murray       | Sudafrica | 4.792 |
| 5    | Kristian Blummenfelt | Norvegia  | 3.936 |
| 6    | Fernando Alarza      | Spagna    | 3.520 |
| 7    | Henri Schoeman       | Sudafrica | 3.438 |
| 8    | Pierre Le Corre      | Francia   | 3.215 |
| 9    | Tyler Mislawchuk     | Canada    | 3.194 |
| 10   | Marten Van Riel      | Belgio    | 2.960 |

#### Élite donne[12].
| Pos. | Nome                 | Paese       | Punti |
| ---- | -------------------- | ----------- | ----- |
|      | Vicky Holland        | Regno Unito | 5.540 |
|      | Katie Zaferes        | Stati Uniti | 5.488 |
|      | Georgia Taylor-Brown | Regno Unito | 4.183 |
| 4    | Kirsten Kasper       | Stati Uniti | 3.887 |
| 5    | Jessica Learmonth    | Regno Unito | 3.810 |
| 6    | Ashleigh Gentle      | Australia   | 3.750 |
| 7    | Jodie Stimpson       | Regno Unito | 3.658 |
| 8    | Taylor Spivey        | Stati Uniti | 3.603 |
| 9    | Laura Lindemann      | Germania    | 3.423 |
| 10   | Rachel Klamer        | Paesi Bassi | 3.306 |

### Risultati Gran Finale
La Gran Finale dei Campionati mondiali di triathlon del 2018 si è svolta a Gold Coast, Australia nei giorni 16 settembre 2018.

#### Élite uomini
| Pos. | Nome           | Paese     | Nuoto    | Bici     | Corsa    | Totale   |
| ---- | -------------- | --------- | -------- | -------- | -------- | -------- |
|      | Vincent Luis   | Francia   | 00:18:32 | 00:55:13 | 00:29:44 | 01:44:34 |
|      | Mario Mola     | Spagna    | 00:19:12 | 00:54:39 | 00:29:55 | 01:44:48 |
|      | Richard Murray | Sudafrica | 00:19:28 | 00:54:23 | 00:30:08 | 01:44:56 |

Classifica completa

#### Élite donne
| Pos. | Nome            | Paese       | Nuoto    | Bici     | Corsa    | Totale   |
| ---- | --------------- | ----------- | -------- | -------- | -------- | -------- |
|      | Ashleigh Gentle | Australia   | 00:19:56 | 00:57:16 | 00:33:44 | 01:52:00 |
|      | Vicky Holland   | Regno Unito | 00:19:27 | 00:57:41 | 00:33:51 | 01:52:02 |
|      | Katie Zaferes   | Stati Uniti | 00:19:28 | 00:57:42 | 00:34:16 | 01:52:33 |

Classifica completa

#### Junior uomini
| Pos. | Nome             | Paese    | Nuoto    | Bici     | Corsa    | Totale   |
| ---- | ---------------- | -------- | -------- | -------- | -------- | -------- |
|      | Csongor Lehmann  | Ungheria | 00:08:55 | 00:27:29 | 00:15:27 | 00:52:49 |
|      | Paul Georgenthum | Francia  | 00:08:51 | 00:27:35 | 00:15:50 | 00:53:12 |
|      | Philipp Wiewald  | Germania | 00:09:44 | 00:26:40 | 00:15:53 | 00:53:14 |

Classifica completa

#### Junior donne
| Pos. | Nome                          | Paese       | Nuoto    | Bici     | Corsa    | Totale   |
| ---- | ----------------------------- | ----------- | -------- | -------- | -------- | -------- |
|      | Cecilia Sayuri Ramirez Alavez | Messico     | 00:10:21 | 00:30:29 | 00:17:15 | 00:59:11 |
|      | Erin Wallace                  | Regno Unito | 00:10:04 | 00:30:18 | 00:17:57 | 00:59:23 |
|      | Kate Waugh                    | Regno Unito | 00:10:08 | 00:30:12 | 00:18:12 | 00:59:34 |

Classifica completa

#### Under 23 uomini
| Pos. | Nome             | Paese         | Nuoto    | Bici     | Corsa    | Totale   |
| ---- | ---------------- | ------------- | -------- | -------- | -------- | -------- |
|      | Tayler Reid      | Nuova Zelanda | 00:17:45 | 00:53:03 | 00:32:21 | 01:44:08 |
|      | Samuel Dickinson | Regno Unito   | 00:18:01 | 00:52:47 | 00:32:31 | 01:44:20 |
|      | Bence Bicsák     | Ungheria      | 00:18:20 | 00:54:04 | 00:31:06 | 01:44:31 |

Classifica completa

#### Under 23 donne
| Pos. | Nome                | Paese       | Nuoto    | Bici     | Corsa    | Totale   |
| ---- | ------------------- | ----------- | -------- | -------- | -------- | -------- |
|      | Taylor Knibb        | Stati Uniti | 00:19:06 | 00:57:21 | 00:36:13 | 01:53:47 |
|      | Cassandre Beaugrand | Francia     | 00:19:03 | 01:00:14 | 00:35:03 | 01:55:22 |
|      | Angelica Olmo       | Italia      | 00:19:30 | 00:59:47 | 00:36:19 | 01:56:39 |

Classifica completa

### Risultati Serie 1 - Abu Dhabi

#### Élite uomini
| Pos. | Nome           | Paese     | Nuoto    | Bici     | Corsa    | Totale   |
| ---- | -------------- | --------- | -------- | -------- | -------- | -------- |
|      | Henri Schoeman | Sudafrica | 00:08:56 | 00:30:39 | 00:14:41 | 00:57:03 |
|      | Mario Mola     | Spagna    | 00:09:26 | 00:30:30 | 00:14:27 | 00:57:09 |
|      | Vincent Luis   | Francia   | 00:09:02 | 00:30:54 | 00:14:42 | 00:57:25 |

Classifica completa

#### Élite donne
| Pos. | Nome                  | Paese       | Nuoto    | Bici     | Corsa    | Totale   |
| ---- | --------------------- | ----------- | -------- | -------- | -------- | -------- |
|      | Rachel Klamer         | Paesi Bassi | 00:09:18 | 00:31:33 | 00:16:54 | 01:00:43 |
|      | Jessica Learmonth     | Regno Unito | 00:09:06 | 00:31:44 | 00:17:05 | 01:00:57 |
|      | Natalie Van Coevorden | Australia   | 00:09:13 | 00:31:37 | 00:17:07 | 01:01:00 |

Classifica completa

### Risultati Serie 2 - Hamilton

#### Élite uomini
| Pos. | Nome                 | Paese    | Nuoto    | Bici     | Corsa    | Totale   |
| ---- | -------------------- | -------- | -------- | -------- | -------- | -------- |
|      | Casper Stornes       | Norvegia | 00:19:11 | 01:01:42 | 00:32:51 | 01:54:47 |
|      | Kristian Blummenfelt | Norvegia | 00:19:05 | 01:03:08 | 00:31:55 | 01:55:08 |
|      | Gustav Iden          | Norvegia | 00:19:20 | 01:02:53 | 00:31:52 | 01:55:10 |

Classifica completa

#### Élite donne
| Pos. | Nome          | Paese       | Nuoto    | Bici     | Corsa    | Totale   |
| ---- | ------------- | ----------- | -------- | -------- | -------- | -------- |
|      | Flora Duffy   | Bermuda     | 00:19:38 | 01:06:32 | 00:34:29 | 02:01:39 |
|      | Vicky Holland | Regno Unito | 00:19:57 | 01:07:37 | 00:34:46 | 02:03:25 |
|      | Katie Zaferes | Stati Uniti | 00:19:59 | 01:07:32 | 00:34:52 | 02:03:25 |

Classifica completa

### Risultati Serie 3 - Yokohama

#### Élite uomini
| Pos. | Nome              | Paese     | Nuoto    | Bici     | Corsa    | Totale   |
| ---- | ----------------- | --------- | -------- | -------- | -------- | -------- |
|      | Mario Mola        | Spagna    | 00:17:35 | 00:56:10 | 00:29:52 | 01:44:59 |
|      | Jacob Birtwhistle | Australia | 00:17:40 | 00:56:02 | 00:30:31 | 01:45:40 |
|      | Fernando Alarza   | Spagna    | 00:17:35 | 00:56:10 | 00:30:39 | 01:45:51 |

Classifica completa

#### Élite donne
| Pos. | Nome          | Paese       | Nuoto    | Bici     | Corsa    | Totale   |
| ---- | ------------- | ----------- | -------- | -------- | -------- | -------- |
|      | Flora Duffy   | Bermuda     | 00:18:34 | 00:59:50 | 00:33:27 | 01:53:26 |
|      | Katie Zaferes | Stati Uniti | 00:18:38 | 00:59:49 | 00:34:03 | 01:53:59 |
|      | Non Stanford  | Regno Unito | 00:18:52 | 00:59:32 | 00:34:46 | 01:54:42 |

Classifica completa

### Risultati Serie 4 - Nottingham
| Pos. | Nome                                                             | Paese       | 1º giro  | 2º giro  | 3º giro  | 4º giro  | Totale   |
| ---- | ---------------------------------------------------------------- | ----------- | -------- | -------- | -------- | -------- | -------- |
|      | Kirsten Kasper Eli Hemming Katie Zaferes Matthew McElroy         | Stati Uniti | 00:20:51 | 00:19:46 | 00:20:55 | 00:19:43 | 01:21:16 |
|      | Non Stanford Tom Bishop Vicky Holland Jonathan Brownlee          | Regno Unito | 00:21:03 | 00:19:35 | 00:21:28 | 00:19:37 | 01:21:45 |
|      | Cassandre Beaugrand Pierre Le Corre Mathilde Gautier Léo Bergère | Francia     | 00:20:43 | 00:19:38 | 00:21:58 | 00:19:38 | 01:21:57 |

Classifica completa

### Risultati Serie 5 - Leeds

#### Élite uomini
| Pos. | Nome           | Paese     | Nuoto    | Bici     | Corsa    | Totale   |
| ---- | -------------- | --------- | -------- | -------- | -------- | -------- |
|      | Richard Murray | Sudafrica | 00:18:03 | 00:55:27 | 00:30:57 | 01:45:52 |
|      | Mario Mola     | Spagna    | 00:17:25 | 00:56:06 | 00:31:04 | 01:46:01 |
|      | Vincent Luis   | Francia   | 00:17:15 | 00:56:15 | 00:31:16 | 01:46:14 |

Classifica completa

#### Élite donne
| Pos. | Nome                 | Paese       | Nuoto    | Bici     | Corsa    | Totale   |
| ---- | -------------------- | ----------- | -------- | -------- | -------- | -------- |
|      | Vicky Holland        | Regno Unito | 00:18:20 | 01:01:13 | 00:35:21 | 01:56:32 |
|      | Georgia Taylor-Brown | Regno Unito | 00:19:06 | 01:00:23 | 00:35:43 | 01:56:49 |
|      | Katie Zaferes        | Stati Uniti | 00:18:06 | 01:01:32 | 00:35:50 | 01:57:02 |

Classifica completa

### Risultati Serie 6 - Amburgo

#### Élite uomini
| Pos. | Nome           | Paese     | Nuoto    | Bici     | Corsa    | Totale   |
| ---- | -------------- | --------- | -------- | -------- | -------- | -------- |
|      | Mario Mola     | Spagna    | 00:09:10 | 00:29:26 | 00:13:59 | 00:53:24 |
|      | Vincent Luis   | Francia   | 00:08:54 | 00:29:24 | 00:14:25 | 00:53:29 |
|      | Richard Murray | Sudafrica | 00:09:21 | 00:29:16 | 00:14:10 | 00:53:32 |

Classifica completa

#### Élite donne
| Pos. | Nome                | Paese       | Nuoto    | Bici     | Corsa    | Totale   |
| ---- | ------------------- | ----------- | -------- | -------- | -------- | -------- |
|      | Cassandre Beaugrand | Francia     | 00:09:29 | 00:31:59 | 00:15:48 | 00:58:06 |
|      | Laura Lindemann     | Germania    | 00:09:59 | 00:31:23 | 00:16:09 | 00:58:36 |
|      | Katie Zaferes       | Stati Uniti | 00:09:54 | 00:31:30 | 00:16:17 | 00:58:37 |

Classifica completa

### Risultati Serie 7 - Edmonton

#### Élite uomini
| Pos. | Nome                 | Paese     | Nuoto    | Bici     | Corsa    | Totale   |
| ---- | -------------------- | --------- | -------- | -------- | -------- | -------- |
|      | Mario Mola           | Spagna    | 00:09:07 | 00:26:24 | 00:14:25 | 00:51:15 |
|      | Kristian Blummenfelt | Norvegia  | 00:09:09 | 00:26:23 | 00:14:29 | 00:51:18 |
|      | Jacob Birtwhistle    | Australia | 00:09:23 | 00:26:10 | 00:14:33 | 00:51:22 |

Classifica completa

#### Élite donne
| Pos. | Nome                 | Paese       | Nuoto    | Bici     | Corsa    | Totale   |
| ---- | -------------------- | ----------- | -------- | -------- | -------- | -------- |
|      | Vicky Holland        | Regno Unito | 00:09:45 | 00:29:00 | 00:16:41 | 00:56:51 |
|      | Ashleigh Gentle      | Australia   | 00:10:13 | 00:28:32 | 00:16:53 | 00:57:02 |
|      | Georgia Taylor-Brown | Regno Unito | 00:09:47 | 00:29:00 | 00:17:00 | 00:57:08 |

Classifica completa

#### Staffetta mista
| Pos. | Nome                                                                | Paese         | 1º giro  | 2º giro  | 3º giro  | 4º giro  | Totale   |
| ---- | ------------------------------------------------------------------- | ------------- | -------- | -------- | -------- | -------- | -------- |
|      | Ashleigh Gentle Aaron Royle Natalie Van Coevorden Jacob Birtwhistle | Australia     | 00:20:06 | 00:19:07 | 00:21:19 | 00:18:46 | 01:19:29 |
|      | Taylor Spivey Seth Rider Kirsten Kasper Matthew McElroy             | Stati Uniti   | 00:20:05 | 00:19:04 | 00:21:19 | 00:18:50 | 01:19:31 |
|      | Andrea Hewitt Tayler Reid Nicole Van Der Kaay Hayden Wilde          | Nuova Zelanda | 00:20:22 | 00:18:45 | 00:21:10 | 00:19:08 | 01:19:39 |

Classifica completa

### Risultati Serie 8 - Montréal

#### Élite uomini
| Pos. | Nome                 | Paese     | Nuoto    | Bici     | Corsa    | Totale   |
| ---- | -------------------- | --------- | -------- | -------- | -------- | -------- |
|      | Mario Mola           | Spagna    | 00:17:35 | 00:59:06 | 00:29:48 | 01:47:46 |
|      | Kristian Blummenfelt | Norvegia  | 00:17:30 | 00:58:09 | 00:31:05 | 01:48:02 |
|      | Jacob Birtwhistle    | Australia | 00:17:43 | 00:58:59 | 00:30:31 | 01:48:28 |

Classifica completa

#### Élite donne
| Pos. | Nome                 | Paese       | Nuoto    | Bici     | Corsa    | Totale   |
| ---- | -------------------- | ----------- | -------- | -------- | -------- | -------- |
|      | Vicky Holland        | Regno Unito | 00:19:53 | 01:03:18 | 00:34:54 | 01:59:29 |
|      | Katie Zaferes        | Stati Uniti | 00:19:09 | 01:04:09 | 00:35:12 | 01:59:51 |
|      | Georgia Taylor-Brown | Regno Unito | 00:20:12 | 01:03:01 | 00:35:48 | 02:00:23 |

Classifica completa